# Adam Dziadek
Adam Józef Dziadek (ur. 1 lipca 1965 w Sosnowcu) – polski literaturoznawca, profesor doktor habilitowany, pracownik Uniwersytetu Śląskiego w Katowicach.
Ukończył III Liceum Ogólnokształcące im. Bolesława Prusa w Sosnowcu. Pracuje w Zakładzie Poetyki Historycznej i Sztuki Interpretacji. Zajmuje się teorią literatury, komparatystyką literacką, historią literatury XX wieku, a także przekładem tekstów naukowych. Wykładał m.in. w Narodowym Instytucie Języków i Cywilizacji Orientalnych w Paryżu oraz na Uniwersytecie we Fryburgu w Szwajcarii. W ramach stypendium FNP przeprowadził badania nad archiwum Aleksandra Wata w Bibliotece Rzadkich Ksiąg i Rękopisów im. Beinecke'ów (Uniwersytet Yale). Swoje rozprawy ogłaszał w „Pamiętniku Literackim”, „Tekstach Drugich” i „Przestrzeniach Teorii”. Od 2007 jest członkiem komitetu redakcyjnego „Pamiętnika Literackiego”, a od 2011 redaktorem naczelnym półrocznika „Śląskie Studia Polonistyczne”. Aktualnie prowadzi projekt badawczy Notatniki Aleksandra Wata – spiralna nielinearność zapisu w ramach Narodowego Programu Rozwoju Humanistyki oraz Męskość w literaturze i kulturze polskiej od XIX wieku do współczesności w ramach grantów NCN.

## Publikacje

### Publikacje własne

#### Książki
1. Rytm i podmiot w liryce Jarosława Iwaszkiewicza i Aleksandra Wata. Katowice 1999, ISBN 83-226-0931-0,
2. Obrazy i wiersze. Z Zagadnień interferencji sztuk w polskiej poezji współczesnej. Katowice 2004, ISBN 83-226-1376-8 i 2011, ISBN 978-83-226-1376-4,
3. Na marginesach lektury. Szkice teoretyczne. Katowice 2006, ISBN 83-226-1579-5,
4. Obrazy i teksty. Interferencje i interpretacje. Katowice 2007, ISBN 83-87819-68-9,
5. Wybór wierszy Aleksandra Wata. Ossolineum, Wrocław 2008, BN I, nr 300, ISBN 978-83-04-04940-6 – w serii Biblioteka Narodowa
6. Projekt krytyki somatycznej. Wydawnictwo IBL PAN, Warszawa 2014, ISBN 978-83-64703-07-2
7. Aleksander Wat, Notatniki. Transkrypcja i opracowanie Adam Dziadek, Jan Zieliński. Wydawnictwo IBL PAN, Warszawa 2015, s. 934, ISBN 978-83-64703-29-4
8. Somatic Criticism Project. Przeł. Lindsay Davidson. Peter Lang, Bern 2018, ss. 224, ISBN 978-3-631-70881-1; DOI: https://doi.org/10.3726/b14659.

#### Ważniejsze artykuły
1. Rytm i podmiot w „Oktostychach” i „Muzyce wieczorem” Jarosława Iwaszkiewicza. „Pamiętnik Literacki” 1999, z. 2, s. 27-66.
2. „Poemat bukoliczny” Aleksandra Wata. „Teksty Drugie” 2000, nr 3, s. 168-178.
3. Sztuka mikrolektury Rolanda Barthes’a. W: Mikrologia i miniatura. Red. A. Nawarecki. Katowice 2000, s. 30-45.
4. Problem ekphrasis – dwa „Widoki Delft” (Adam Czerniawski i Adam Zagajewski). „Teksty Drugie” 2000, nr 4, s. 141-151.
5. Obraz jako interpretant. Na przykładzie polskiej poezji współczesnej. „Pamiętnik Literacki” 2001, nr 2, s. 127-148.
6. Anagramy Ferdynanda de Saussure’a – historia pewnej rewolucji. „Teksty Drugie” 2001, nr 6, s. 109-125.
7. Od polityki i teorii do literatury. Wokół „Théorie d’ensemble” grupy Tel Quel. W: „Przestrzenie Teorii” 2002, nr 1(1), s. 105-117.
8. O Notre-Dame raz jeszcze. W: Stulecie Przybosia. Red. E. Balcerzan, S. Balbus. Poznań 2002, s. 289-304.
9. Stereotypy intertekstualności. W: Stereotypy w literaturze (i tuż obok). Red. W. Bolecki i G. Gazda. Warszawa 2003, s. 67-82.
10. Interférences des arts. W: La poésie polonaise du vingtième siècle. Voix et visage. Red. M. Delaperièrre. Paris 2004, s. 66-77.
11. Narracja a tożsamość – przypadek Rolanda Barthes'a. W: Narracja i tożsamość. Współczesne problemy antropologii literatury. Red. W. Bolecki i R. Nycz. Warszawa 2004, s. 68-80.
12. Rolanda Barthes’a lektury obrazów (oraz to, co dla metodologii z nich wynika). W: Intersemiotyczność. Red. S. Balbus., A. Hejmej, J. Niedźwiedź. Kraków 2004, 53-70.
13. Muzeum nowoczesności André Malraux. W: Muzeum sztuki. Antologia. Red. M. Popczyk. Kraków 2005, s. 211-219.
14. Themerson i Schwitters. „Teksty Drugie” 2006, nr 4, s. 85-93.
15. Projekt krytyki somatycznej. W: Literackie reprezentacje doświadczenia. Red. W. Bolecki i E. Nawrocka. Gdańsk 2007, s. 69-82.
16. Żeński wariant podmiotu? W: Xięga Erazmiańska. Red. J. Madejski, A. Skrendo, A. Zawiszewska. Szczecin 2007, s. 23-30.
17. Edward Balcerzan albo: Kto tak naprawdę był PPP? W: Od tematu do rematu. Przechadzki z Balcerzanem. Red. T. Mizerkiewicz, A. Stankowska. Poznań 2007, s. 145-153.
18. Atopia – stadność i jednostkowość. „Teksty Drugie” 2008, nr 1/2, s. 237-243.
19. Doświadczenie nowoczesności w „Europie” Anatola Sterna. W: Nowoczesność jako doświadczenie. Analizy kulturoznawcze. Red. R. Nycz, B. Giza i A. Zeidler-Janiszewska. Warszawa 2008, s. 12-20.
20. Ścinki, skrawki i poprawki (na marginesach wierszy i poematów Aleksandra Wata). W: Wyobraźnia i pedanteria. Prace ofiarowane Profesorowi Wojciechowi Głowali w 65. rocznicę urodzin. Red. M. Adamski, M. Gorczyński, M. Gorczyńska i W. Malecki. Wrocław 2008, s. 47-55.
21. Aleksander Wat precursore dell’analisi del linguaggio totalitarno. „pl.it” 2008, nr 2, s. 249-250.
22. Tekst wielowymiarowy – przypadek „Semantic Divertissements” Franciszki i Stefana Themersonów. „Przegląd Kulturoznawczy” 2009, nr 5, s. 57-64.
23. Ruch w uchu. „Teksty Drugie” 2009, nr 5, s. 106-110.
24. Aleksander Wat w Beinecke Library. „Teksty Drugie” 2009, nr 6, s. 251-158.
25. Literatura, literaturoznawstwo – czemu służą te sztuki?. „Teksty Drugie” 2010, nr 1/2, s. 56-60.
26. Recherche des traces mémorielles en Silésie. W: La Pologne multiculturelle. Red. M. Delaperrière. Paris 2010, s. 158-170.
27. Listy Oli Watowej do Czesława Miłosza. "Pamiętnik Literacki" 2011, z. 2, s. 171-189.
28. Notatniki Aleksandra Wata z Beinecke Library. "Pamiętnik Literacki" 2013, z. 4, s. 197-222. (transkrypcja rękopisów wspólnie z Janem Zielińskim)
29. O notatnikach Aleksandra Wata. "Teksty Drugie" 2014, nr 4, s. 348-361. (współautor: Jan Zieliński).
30. Poetry as Interpretation of Art: Czesław Miłosz's Poems about Pictures. W: "Miłosz Like the World" Poet in the Eyes of Polish Literary Critics. Peter Lang, Frankfurt am Mein 2015, s. 337-361.

### Tłumaczenia
1. Roland Barthes – Imperium znaków. Warszawa 1999, 2004 (ISBN 83-89158-26-4) i 2012 (ISBN 978-83-61182-84-9)
2. Roland Barthes – Mitologie. Warszawa 2000 i 2008. ISBN 978-83-61182-13-9
3. Roland Barthes - Rasch. "Er(r)go" 2000, nr 1.
4. Roland Barthes - Sztuka stara jak świat. W: Dystans i zaangażowanie. Wspólnota - literatura - doświadczenie. Antologia przekładów. Red. Z. Kadłubek, T. Sławek. Wydawnictwo Uniwersytetu Śląskiego. Katowice 2008.
5. Jacques Derrida – Pozycje. Katowice 1997 i 2008. ISBN 978-83-904966-2-7
6. Jacques Derrida – Szibbolet dla Paula Celana. Katowice 2000. ISBN 83-912880-1-3
7. Jacques Derrida – Marginesy filozofii. Warszawa 2002 (fragmenty). ISBN 83-86989-90-4
8. André Malraux - Muzeum wyobraźni. W: Muzeum sztuki. Antologia. Red. M. Popczyk. Universitas, Kraków 2005 (fragmenty).
9. Jacques Derrida – Wieże Babel. W: Współczesne teorie przekładu. Antologia. Red. Piotr Bukowski, Magda Heydel. Znak, Kraków 2009.
10. Jacques Derrida – Oligarchie: wymienianie, wyliczanie, obliczanie. W: Poznańskie Studia Polonistyczne 2010, t. 17 .(fragmenty Politique de l'amitié)
11. Jean-Luc Nancy – Zakazana reprezentacja, „Teksty Drugie” 2004, nr 5.
12. Marc Augé – Nie-miejsca. Wstęp do antropologii nadnowoczesności. „Teksty Drugie” 2008, nr 4.
13. Maria Delaperrière – Polskie awangardy a poezja europejska. Katowice 2004. ISBN 83-226-1360-1
14. Milan Kundera - Idylla w domu wariatów. "Litteraria Copernicana" 2010, nr 1(5).
15. Clifford Geertz - Kultura, umysł, mózg. "Teksty Drugie" 2011, nr 1/2.
16. Pierre-Yves Oudeyer - Samoorganizacja w ewolucji mowy. "Teksty Drugie" 2011, nr 1/2.
17. Gérard Raulet - "Filozofia niemiecka po 1945". Oficyna Naukowa, Warszawa 2013, s. 510.
18. Raewyn Connell - Margines staje się centrum: studia nad męskością w perspektywie światowej. "Teksty Drugie" 2015, nr 2, s. 408-430.

### Redakcje (wybór)
1. Starość. Wybór materiałów z VII Konferencji Pracowników Naukowych i Studentów Instytutu Nauk o Literaturze Polskiej UŚ. Katowice 1995. (redakcja wspólnie z Aleksandrem Nawareckim) ISBN 83-901715-8-9
2. Stanisław Barańczak, Clare Cavanagh – 77 przekładów. Katowice 1995. ISBN 83-86089-15-6
3. Stefan Themerson – Kardynał Pölätüo i Generał Piesc. Warszawa 2003. (tu po raz pierwszy w języku polskim dodany do Kardynała Pölätüo Słownik symboli traumatycznych) ISBN 83-207-1725-6
4. Dialogi z romantycznym kontekstem. Szkice o poezji polskiej. Wydawnictwo Uniwersytetu Śląskiego. Katowice 2006. (redakcja wspólnie z Joanną Dembińską-Pawelec) na książce wyłącznie ISBN 83-226-1582-2. ISBN 83-226-1582-5
5. Kulturowe wizualizacje doświadczenia. Wydawnictwo IBL PAN. Warszawa 2010. (redakcja wspólnie z Włodzimierzem Boleckim) ISBN 978-83-61552-31-4
6. Przyszłość polonistyki. Koncepcje - Rewizje - Przemiany. Wydawnictwo Uniwersytetu Śląskiego. Katowice 2013. (redakcja wspólnie z Krzysztofem Kłosińskim i Filipem Mazurkiewiczem). ISBN 978-83-226-2169-1

## Źródła i linki zewnętrzne
- Prof. dr hab. Adam Józef Dziadek, [w:] baza „Ludzie nauki” portalu Nauka Polska (OPI PIB) [dostęp 2010-06-03].
- Paweł Majerski, Dziadek Adam, w: Pisarze i badacze literatury w Zagłębiu Dąbrowskim. Słownik biobibliograficzny, tom 2 (pod redakcją Pawła Majerskiego), Sosnowiec 2002, s. 57–59